# نعوم
حزب نعوم (بالعبرية: נעם‏) المعروف رسميًا باسم لازوز)  هو حزب سياسي يهودي أرثوذكسي يميني متطرف، وحزب سياسي صهيوني ديني في إسرائيل، تأسس رسميًا في يوليو 2019 من قبل فصيل محافظ للغاية في المجتمع الصهيوني الديني مستلهما من أفكارالحاخام تسفي ثاو ومدرسته الدينية هار هامور.
الهدف الرئيسي للحزب هو تعزيز السياسات ضد حقوق المثليين، وضد ما يسميه مؤيدوه "تدمير الأسرة". وانتخب آفي ماعوز زعيم الحزب لعضوية الكنيست في عام 2021، وهو الممثل الوحيد للحزب.  

## تاريخ
تأسس حزب نعوم في يوليو 2019.  والمهلم لتأسيس الحزب هو الحاخام تسفي ثاو ومدرسة هار هامور الدينية.
ويعتقد ثاو وأتباعه أن البيت اليهودي، بقيادة رافي بيرتس، وتكوما، بقيادة بتسلئيل سموتريتش، لم يطورا القيم اليهودية بما فيه الكفاية، لا سيما في مجال معارضة حقوق المثليين، وحماية يوم السبت باعتباره يومًا للراحة، وحماية عملية التحول الأرثوذكسي.
بعد خيبة أمل الحاخام ثاو من اتحاد أحزاب اليمين، قرر هو وأتباعه تشكيل حزب نعوم. في حين أن الحاخام ثاو هو الزعيم الروحي للحزب، أصبح الحاخام درور أرييه الزعيم السياسي للحزب.  أحد طلاب ثاو الآخرين الذين شاركوا في تأسيس الحزب كان الحاخام شلومو أفينير. وقال إن "الحزب سيحارب ضد تدمير الأسرة، ضد تدمير التحول، ضد تدمير السبت، ضد هدم حائط المبكى، وضد استخدام محتوى منحرف في الجيش الإسرائيلي ووزارة التربية والتعليم".
أجرى الحزب محادثات مع حزب القوة اليهودية، الذي انشق مؤخرا عن حزب اليمين المتحد، من أجل إجراء انتخابات مشتركة محتملة. أيد ثاو التحالف الانتخابي بينهما، وهي المرة الأولى التي يؤيد فيها صراحةً حزبًا سياسيًا.  في 28 يوليو، وافق نعوم والقوة اليهودية على الترشح ضمن قائمة مشتركة للانتخابات التشريعية الإسرائيلية في سبتمبر 2019.
تم فض الاتفاق بين نعوم والقوة اليهودية في 1 أغسطس 2019 لأنهما اختلفا على وجود مرشحين يهود علمانيين.  وتقدم نعوم للترشح بمفرده،  قبل أن ينسحب من السباق في 15 سبتمبر. 
وشكل الحزب قائمة مشتركة مع القوة اليهودية بعد السماح للنساء والمرشحين العلمانيين بإدراج القائمة قبل الانتخابات التشريعية الإسرائيلية عام 2021.  ثم خاض الحزبان قائمة مشتركة مع الحزب الصهيوني الديني،  وحصل زعيم الحزب آفي ماعوز على المركز السادس.  تم انتخاب ماعوز بعد ذلك لعضوية الكنيست حيث فازت القائمة بستة مقاعد. 
اتفقت الأحزاب الثلاثة  على الترشح بشكل مشترك في الانتخابات التشريعية الإسرائيلية 2022 في 14 سبتمبر 2022، مع حصول ماعوز على المركز الحادي عشر.  في 20 نوفمبر 2022، انفصل كل من نعوم والقوة اليهودية عن الحزب الصهيوني الديني.   في 27 نوفمبر 2022، توصل نعوم إلى اتفاق ائتلافي مع الليكود.  في 3 كانون الثاني  يناير) 2023، أصبح ماعوز نائباً وزير في مكتب رئيس الوزراء، ومسؤولاً عن البرامج الخارجية في وزارة التربية والتعليم. 

## مواقف سياسية ودينية
يقو حزب نعوم أن كيانات القطاع العام، بما في ذلك وزارة التربية والتعليم وجيش الدفاع الإسرائيلي، قد تم اختراقها من خلال ما يشير إليه برنامجهم لعام 2019 باسم "أجندات ليبرالية راديكالية"، و"منظمات مجتمع الميم واليهودية الإصلاحية "، و"الكيانات الأجنبية... التي تروج لليبرالية" والنظرة النسوية للعالم". 
يدافع الحزب عن "القيم العائلية التقليدية"، ويعارض زواج المثليين، ويدعم بالإضافة إلى ذلك فرض قيود أكثر صرامة خلال يوم السبت ومنح المزيد من السلطة للحاخامية الكبرى في إسرائيل،  مع تصريح ماعوز في عام 2022 أن نعوم سوف "... ينشأ فرع رابع للحكومة وهي الحاخامية الكبرى". 

## الخلافات
وأصدر الحزب مقطع فيديو تحت التعليق: "بلد بأكمله يمر بعملية تحويل. لقد حان الوقت لإيقافها". في الفيديو، تذهب أم وأب وابنها للتصويت في يوم الانتخابات في سبتمبر/أيلول، وتتعرض الأسرة لوابل من صور المثليين والإصلاحيين. وبمجرد وصولهم إلى حجرة التصويت، تكتب الأم على بطاقة التصويت الخاصة بها: "دع ابني يتزوج امرأة"، بينما يكتب الأب: "ليكن حفيدي يهوديًا".  أزال يوتيوب الفيديو لانتهاكه شروط الاستخدام الخاصة به.
في عام 2022، أفاد موقع واي نت أن نعوم كان يحتفظ بقائمة من النساء اللاتي يقدمن المشورة لمستشار شؤون المرأة لرئيس الأركان، بالإضافة إلى معلمي مجتمع الميم وأعضاء الصحافة.   وأثارت القوائم انتقادات من شخصيات عامة وسياسيين، بما في ذلك رئيس الوزراء آنذاك يائير لابيد. 

## نتائج الانتخابات
| انتخاب | قائد      | الأصوات              | %                    | مقاعد   | حكومة |
| ------ | --------- | -------------------- | -------------------- | ------- | ----- |
| 2021   | آفي ماعوز | مع الصهيونية الدينية | مع الصهيونية الدينية | 1 / 120 |       |
| 2022   | آفي ماعوز | مع الصهيونية الدينية | مع الصهيونية الدينية | 1 / 120 |       |

## أعضاء الكنيست
| الكنيست         | أعضاء     | مقاعد |
| --------------- | --------- | ----- |
| الرابع والعشرون | آفي ماعوز | 1     |
| الخامس والعشرون | آفي ماعوز | 1     |